# Thomas Winnington
Pour les articles homonymes, voir Winnington.
Thomas Winnington (31 décembre 1696 - 23 avril 1746) est un homme politique anglais whig qui siège à la Chambre des communes de 1726 à 1746. 

## Biographie
Il est le fils de Salwey Winnington de Stanford Court, député de Bewdley et de son épouse Anne Foley, fille de Thomas Foley, député de Witley Court, dans le Worcestershire. Il est le petit-fils de Francis Winnington, qui est solliciteur général dans les années 1670. Il fait ses études à la Westminster School et est inscrit à la Christ Church d'Oxford en 1713. Il est admis au Middle Temple en 1714. 

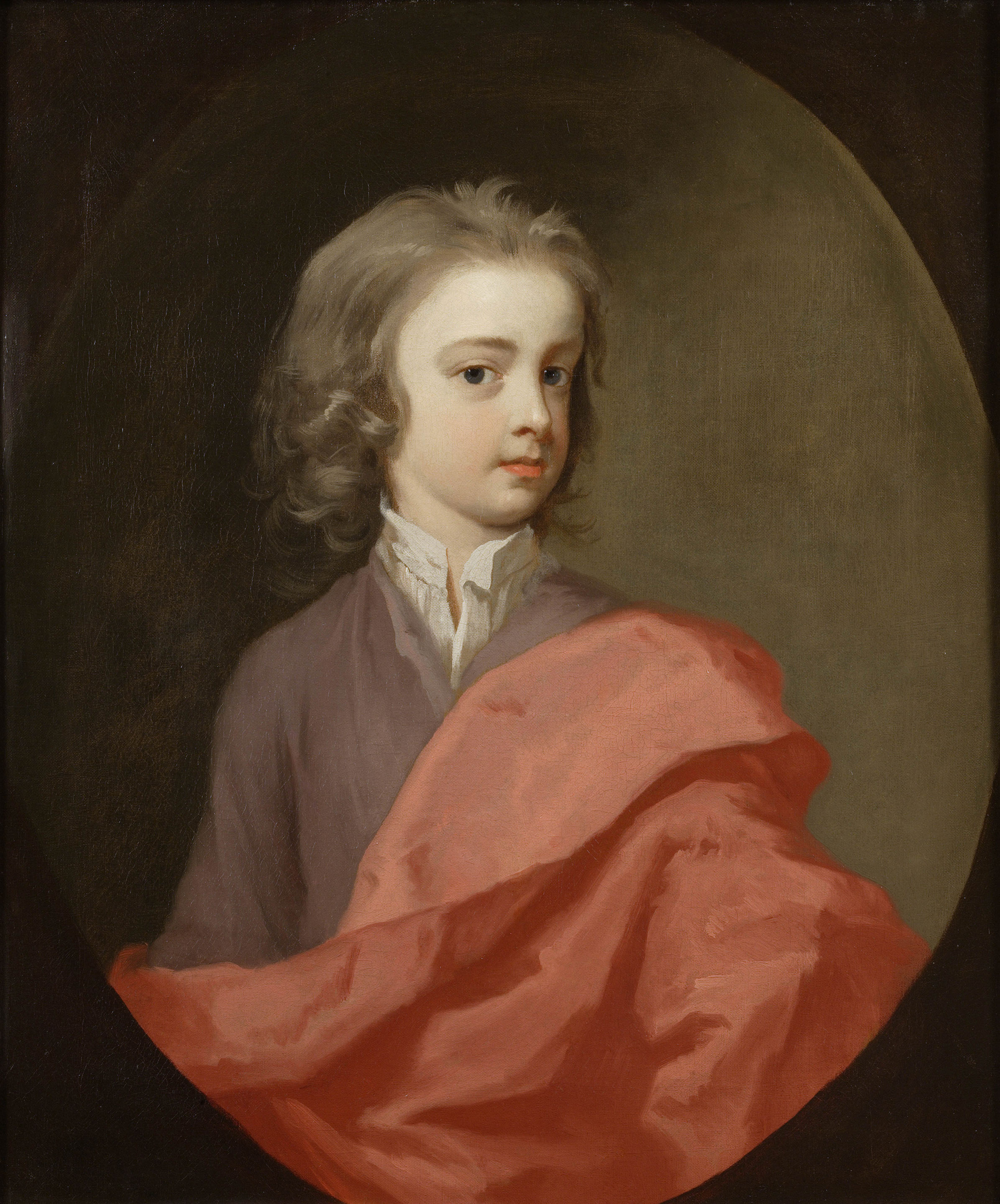
Thomas Winnington, enfant, peint par Michael Dahl

Il entre au Parlement lors d'une élection partielle le 31 janvier 1726 en tant que député conservateur de Droitwich, mais très vite, il devient whig et soutient l'administration. Il est réélu à nouveau sans opposition en 1727 et 1734. En 1741 il est réélu à Droitwich et il est également élu pour Worcester (une circonscription plus prestigieuse), et il choisit de rester pour cette dernière dans ce qui se révèle être son dernier Parlement. 
Partisan du Premier ministre Robert Walpole, il est nommé Lord de l’Amirauté en 1730 et exerce les fonctions de Lord du Trésor de 1736 à 1742. En 1741, il devient conseiller privé et devient Cofferer of the Household. Quand Henry Pelham devient Premier ministre en 1743, il nomme Winnington Paymaster général des Forces, poste qu'il a lui-même occupé dans l'administration précédente (mais contrairement à Pelham, Winnington ne se voit pas accorder de siège au Cabinet) et occupe ce poste pendant les deux ans et demi qui lui restent à vivre. 
Il achète les parts de ses sœurs aînées dans le domaine familial de Stanford (que son grand-père, Francis, a acquis pour la famille par le biais de son second mariage) et, en 1674, il acquiert la propriété à bail de la couronne du manoir de Bewdley. 

## Famille
En 1719, il épouse Love Reade, fille de James Reade. Ils n'ont pas d'enfants. La succession est transmise à son cousin Edward Winnington. Le manoir élisabéthain de Stanford Court est incendié le 5 décembre 1882 et les livres et manuscrits de valeur de l'ancienne bibliothèque sont détruits. Le manoir est reconstruit et reste le siège de famille jusqu'à ce qu'il soit vendu par Francis Winnington, 6e baronnet en 1949. 